# احمد عبداللهی
احمد عبداللهی (انگلیسی: Ahmed Abdullahi؛ زادهٔ ۱۹ ژوئن ۲۰۰۴) بازیکن فوتبال اهل نیجریه است که در حال حاضر برای ساندرلند در پست مهاجم بازی می‌کند.
از باشگاه‌هایی که در آن بازی کرده است می‌توان به خنت اشاره کرد.
وی همچنین در تیم ملی فوتبال زیر ۲۰ سال نیجریه بازی کرده است.

## دوران باشگاهی
در سال ۲۰۲۱، احمد عبداللهی برای تست به تیم فرانسوی المپیک مارسی و تیم آلمانی بوروسیا دورتموند رفت، و باشگاه بلژیکی خنت نیز علاقه‌مندی خود را نشان داد. او در نهایت، با وجود علاقه‌مندی تعدادی دیگر از باشگاه‌های سراسر اروپا، با تیم اخیر قرارداد بست.
در ۳۰ اوت ۲۰۲۴، احمد عبداللهی با باشگاه ساندرلند قرارداد چهارساله‌ای امضا کرد.

## دوران ملی
احمد عبداللهی به تیم ملی زیر ۲۰ سال نیجریه برای جام ملت‌های زیر ۲۰ سال آفریقا ۲۰۲۳ دعوت شد. او برای حضور در این تورنمنت مجبور شد از حقوق یک‌ماههٔ خود در باشگاه خنت صرف‌نظر کند، چراکه باشگاه بلژیکی مسابقات زیر ۲۰ سال را به‌اندازه‌ای مهم نمی‌دانست که بازیکنانش تمرینات را از دست بدهند. او در نخستین بازی برابر سنگال کارت قرمز دریافت کرد.